# Baška Voda
Baška Voda (Italiaans: Bascavoda, Bestonio of Fontana di Bestonio) is een gemeente in de Kroatische provincie Split-Dalmatië.
Baška Voda telt 2924 inwoners. De oppervlakte bedraagt 19 km², de bevolkingsdichtheid is 153,9 inwoners per km².

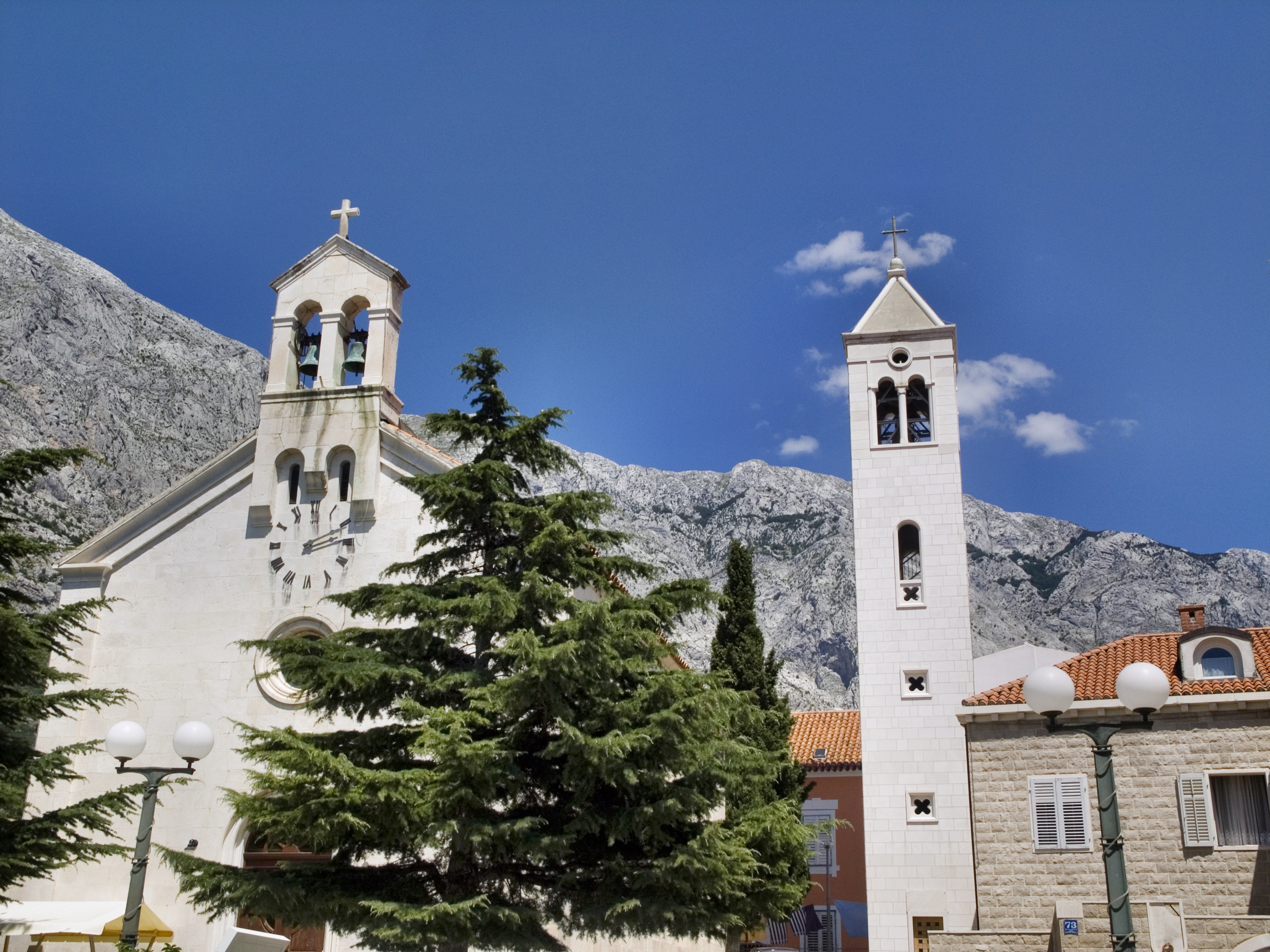
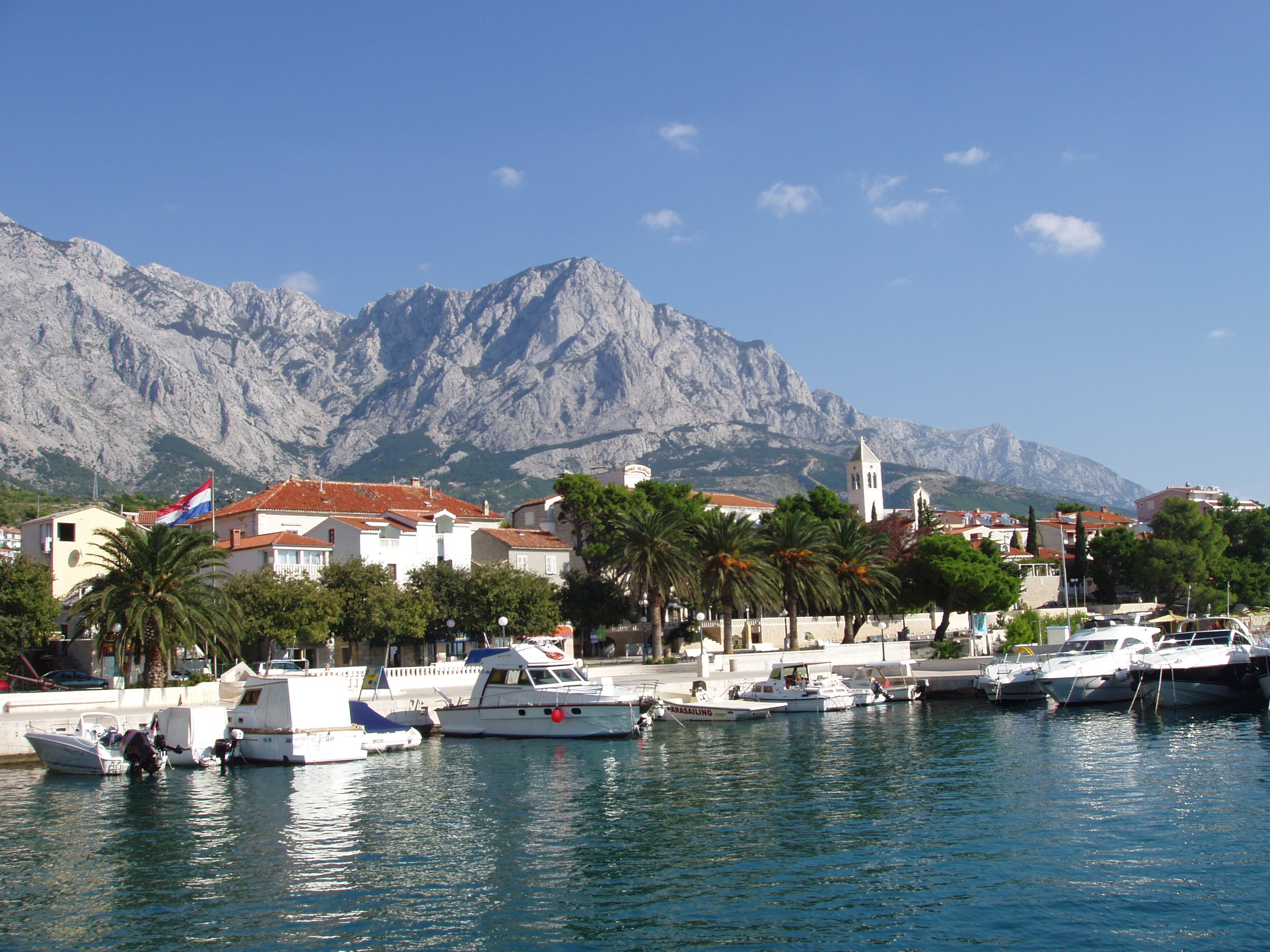
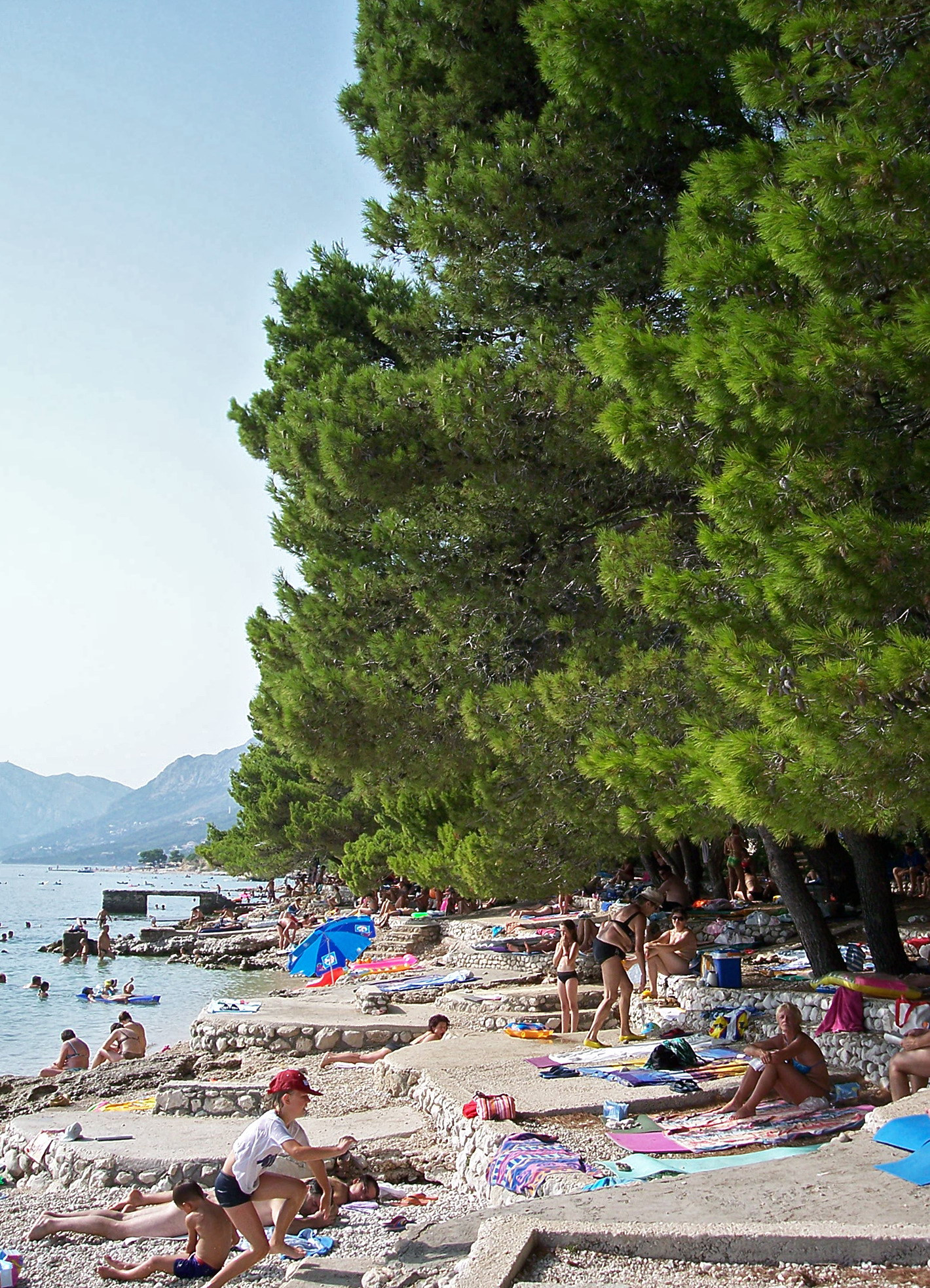
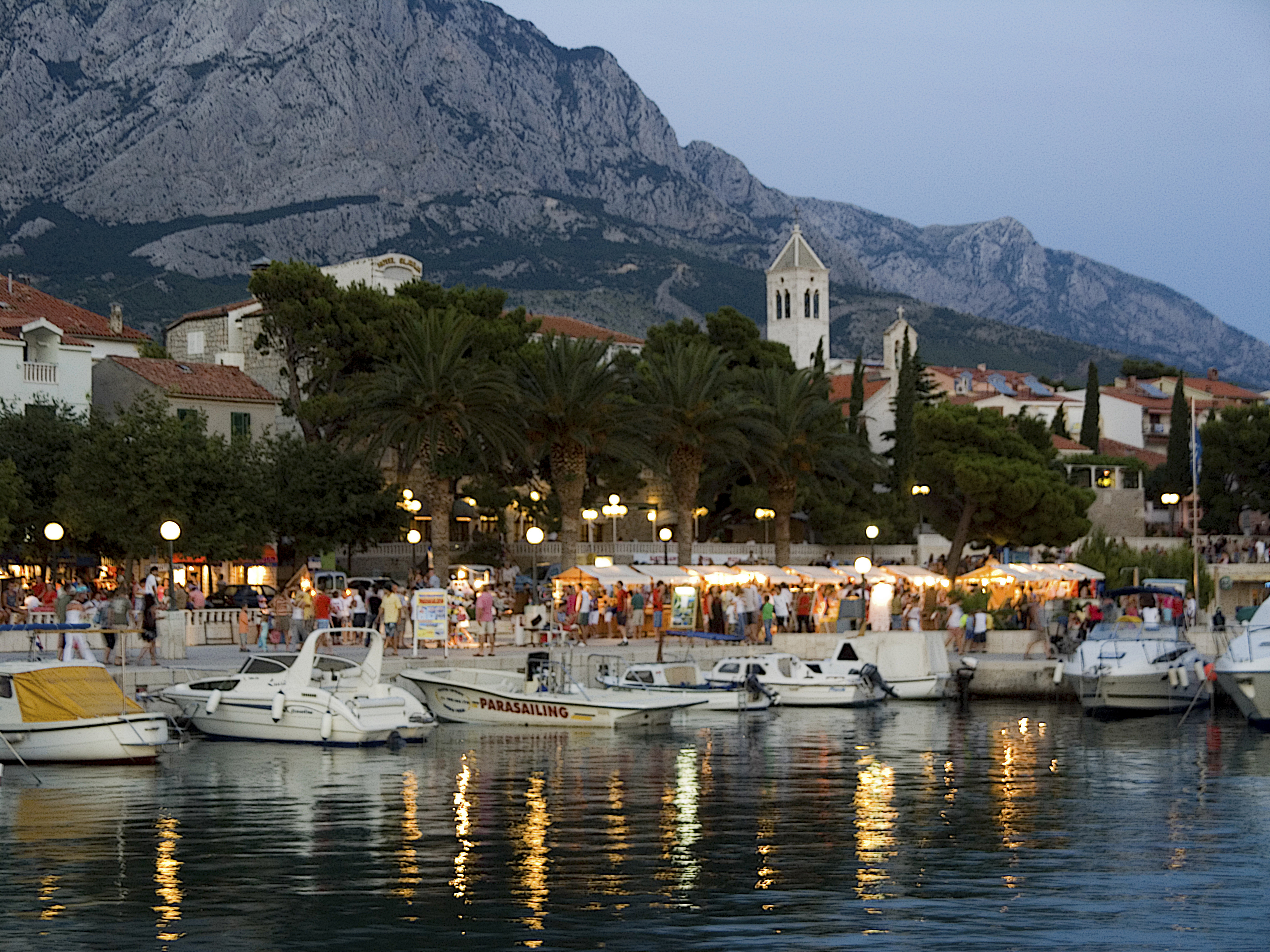
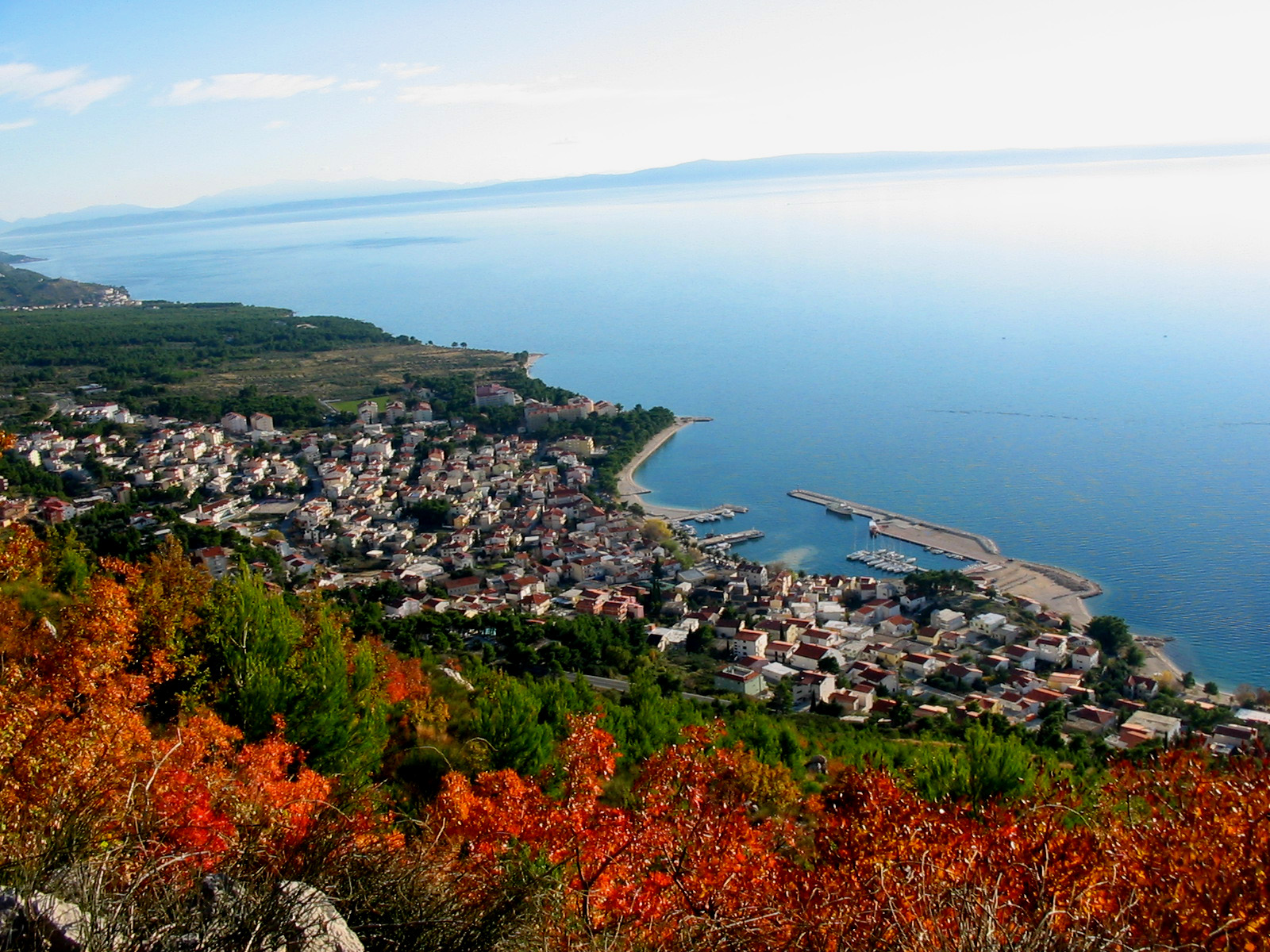
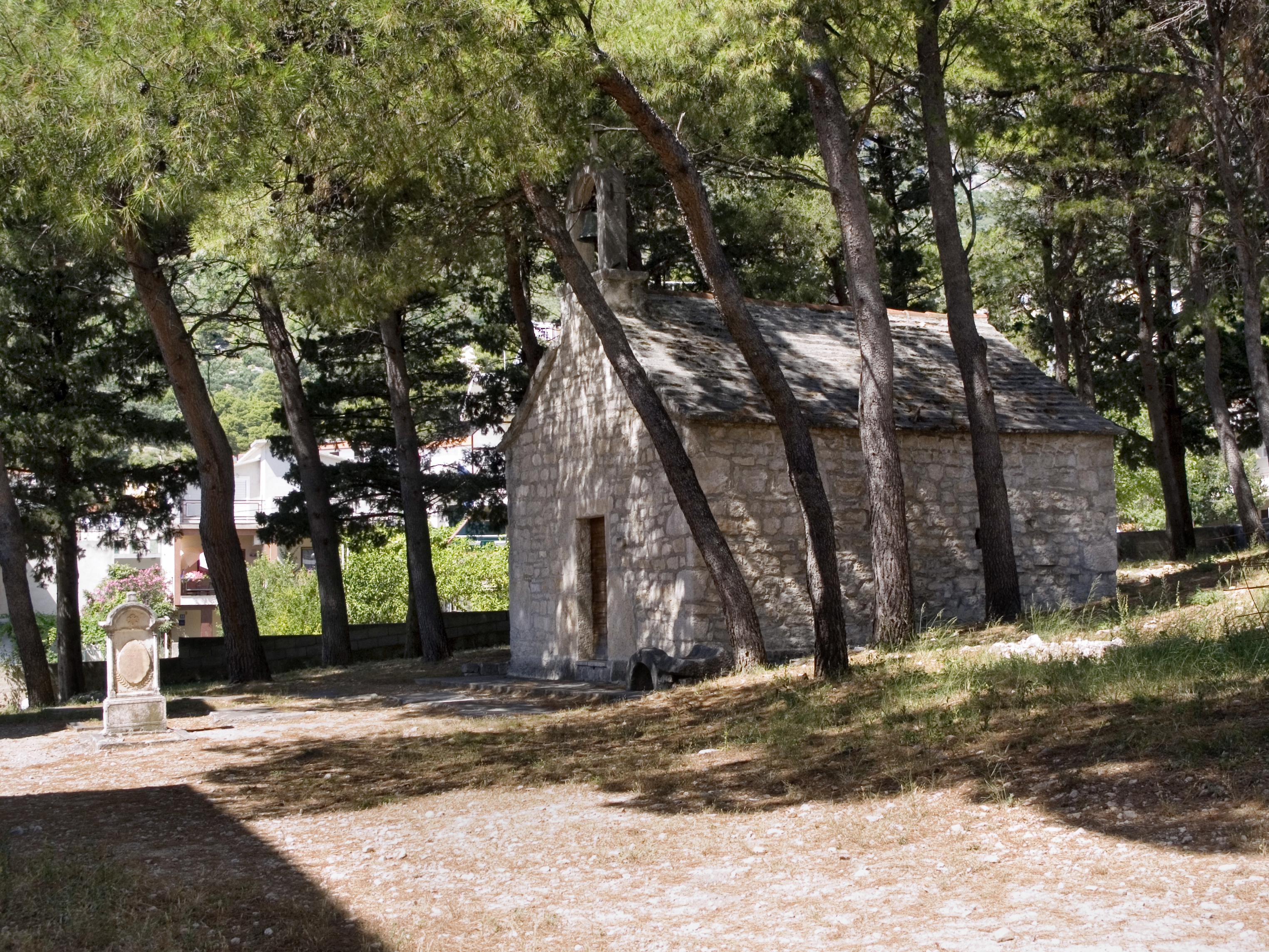
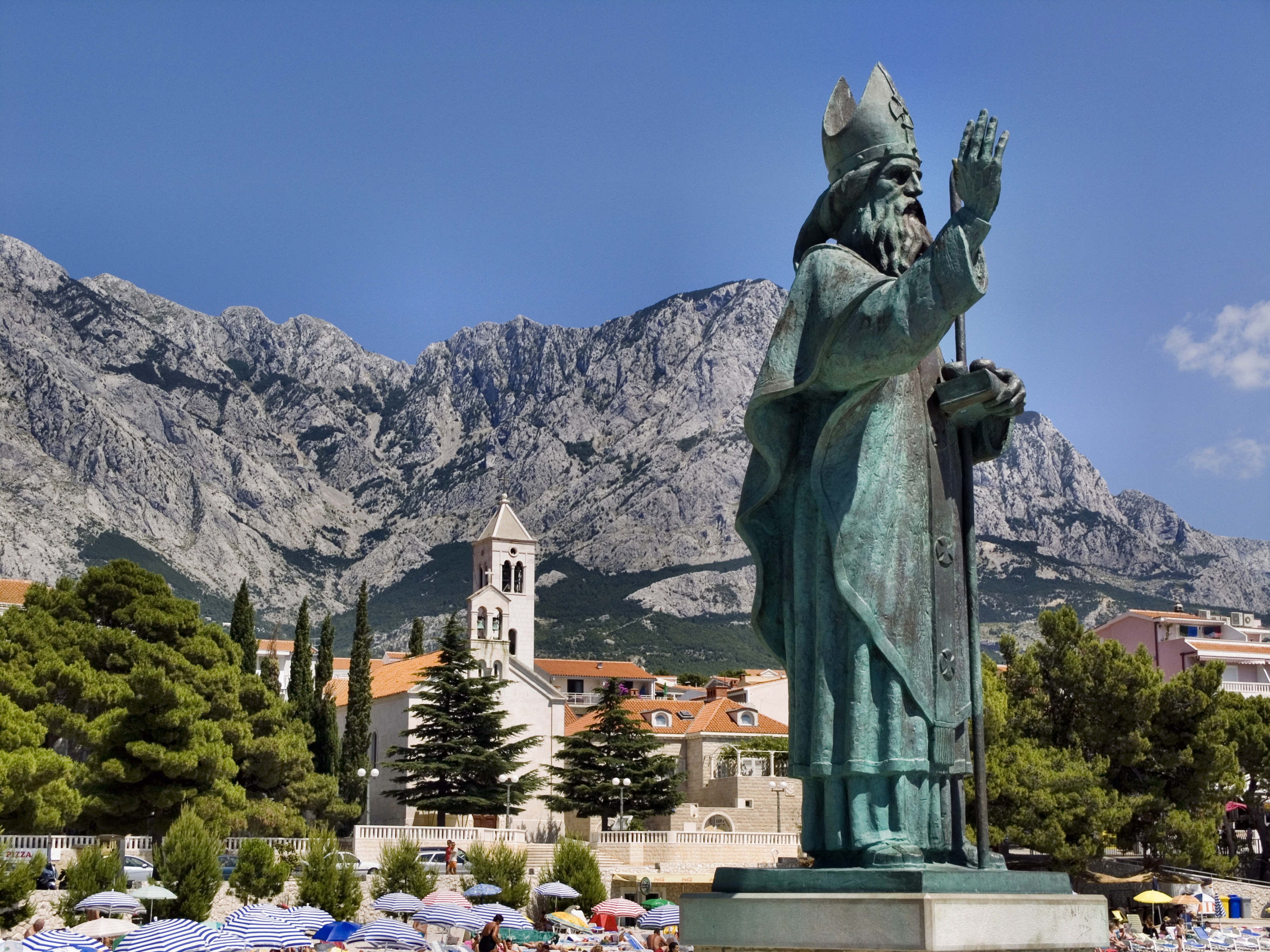

Steden (gradovi): Split · Hvar · Imotski · Kaštela · Komiža · Makarska · Omiš · Sinj · Solin · Stari Grad · Supetar · Trilj · Trogir · Vis · Vrgorac · Vrlika

Gemeenten (općine): Baška Voda · Bol · Brela · Cista Provo · Dicmo · Dugi Rat · Dugopolje · Gradac · Hrvace · Jelsa · Klis · Lećevica · Lokvičići · Lovreć · Marina · Milna · Muć · Nerežišća · Okrug · Otok · Podbablje · Podgora · Podstrana · Postira · Prgomet · Primorski Dolac · Proložac · Pučišća · Runovići · Seget · Selca · Sućuraj · Sutivan · Šestanovac · Šolta · Tučepi · Zadvarje · Zagvozd · Zmijavci